# Montournais
Montournais és un municipi francès situat al departament de Vendée i a la regió de País del Loira. L'any 2007 tenia 1.744 habitants.

## Demografia

### Població
El 2007 la població de fet de Montournais era de 1.744 persones. Hi havia 681 famílies de les quals 153 eren unipersonals (48 homes vivint sols i 105 dones vivint soles), 262 parelles sense fills, 230 parelles amb fills i 36 famílies monoparentals amb fills.
La població ha evolucionat segons el següent gràfic:
Habitants censats

### Habitatges
El 2007 hi havia 780 habitatges, 694 eren l'habitatge principal de la família, 47 eren segones residències i 39 estaven desocupats. 755 eren cases i 10 eren apartaments. Dels 694 habitatges principals, 542 estaven ocupats pels seus propietaris, 149 estaven llogats i ocupats pels llogaters i 3 estaven cedits a títol gratuït; 3 tenien una cambra, 33 en tenien dues, 90 en tenien tres, 207 en tenien quatre i 362 en tenien cinc o més. 542 habitatges disposaven pel capbaix d'una plaça de pàrquing. A 290 habitatges hi havia un automòbil i a 347 n'hi havia dos o més.

### Piràmide de població
La piràmide de població per edats i sexe el 2009 era:
| Homes | Edats   | Dones |
| ----- | ------- | ----- |
| 0     | 95 o +  | 0     |
| 0     | 90 a 94 | 4     |
| 12    | 85 a 89 | 4     |
| 20    | 80 a 84 | 8     |
| 32    | 75 a 79 | 72    |
| 36    | 70 a 74 | 16    |
| 44    | 65 a 69 | 80    |
| 40    | 60 a 64 | 28    |
| 28    | 55 a 59 | 32    |
| 40    | 50 a 54 | 48    |
| 56    | 45 a 49 | 40    |
| 64    | 40 a 44 | 72    |
| 96    | 35 a 39 | 72    |
| 64    | 30 a 34 | 48    |
| 48    | 25 a 29 | 60    |
| 48    | 20 a 24 | 28    |
| 56    | 15 a 19 | 66    |
| 68    | 10 a 14 | 60    |
| 60    | 5 a 9   | 68    |
| 48    | 0 a 4   | 52    |

## Economia
El 2007 la població en edat de treballar era de 1.053 persones, 849 eren actives i 204 eren inactives. De les 849 persones actives 805 estaven ocupades (452 homes i 353 dones) i 44 estaven aturades (11 homes i 33 dones). De les 204 persones inactives 73 estaven jubilades, 67 estaven estudiant i 64 estaven classificades com a «altres inactius».

### Ingressos
El 2009 a Montournais hi havia 701 unitats fiscals que integraven 1.772 persones, la mediana anual d'ingressos fiscals per persona era de 15.534 €.

### Activitats econòmiques
Dels 44 establiments que hi havia el 2007, 1 era d'una empresa extractiva, 2 d'empreses alimentàries, 2 d'empreses de fabricació d'altres productes industrials, 10 d'empreses de construcció, 9 d'empreses de comerç i reparació d'automòbils, 2 d'empreses de transport, 2 d'empreses d'hostatgeria i restauració, 2 d'empreses financeres, 3 d'empreses immobiliàries, 3 d'empreses de serveis, 6 d'entitats de l'administració pública i 2 d'empreses classificades com a «altres activitats de serveis».
Dels 16 establiments de servei als particulars que hi havia el 2009, 1 era una oficina bancària, 1 funerària, 2 tallers de reparació d'automòbils i de material agrícola, 3 paletes, 1 guixaire pintor, 2 fusteries, 2 lampisteries, 2 electricistes, 1 perruqueria i 1 agència immobiliària.
Dels 3 establiments comercials que hi havia el 2009, 1 era una botiga de menys de 120 m², 1 una fleca i 1 una botiga d'electrodomèstics.
L'any 2000 a Montournais hi havia 57 explotacions agrícoles que ocupaven un total de 2.430 hectàrees.

## Equipaments sanitaris i escolars
El 2009 hi havia 1 farmàcia i 1 ambulància.
El 2009 hi havia 2 escoles elementals.

## Poblacions més properes
El següent diagrama mostra les poblacions més properes.